# Недостаточность тетрагидробиоптерина
Недостаточность тетрагидробиоптерина (недостаточность BH4) — редкое состояние, при котором пациент страдает от недостатка тетрагидробиоптерина — важного кофермента, необходимого для синтеза моноаминовых нейромедиаторов дофамина и серотонина. Патогенез этого состояния разнообразен: на начало 2021 года было известно шесть редких нейрометаболических заболеваний, нарушающих процесс биосинтеза либо рециклинга BH4. При четырёх из этих шести заболеваний у пациента может обнаруживаться повышение концентрации фенилаланина. Терапия в основном заключается в восполнении уровней нейромедиаторов и в коррекции гиперфенилаланинемии.

## Номенклатура
Заболевания, вызывающие недостаточность тетрагидробиоптерина, по состоянию на начало 2021 года:
| Название заболевания                                       | Альтернативные названия                                            | Аббревиатура гена | Тип наследования | Код в каталоге OMIM |
| Аутосомно-доминантная недостаточность ГТФ-циклогидролазы 1 | Синдром Сегавы (аутосомно-доминантный), ДОФА-зависимая дистония 5a | GCH1              | АД               | 128230              |
| Аутосомно-рецессивная недостаточность ГТФ-циклогидролазы 1 | -                                                                  | GCH1              | АР               | 233910              |
| Недостаточность 6-пирувоилтетрагидроптеринсинтазы          | -                                                                  | PTS               | АР               | 261640              |
| Недостаточность сепиаптеринредуктазы                       | -                                                                  | SPR               | АР               | 612716              |
| Недостаточность q-дигидроптеридинредуктазы                 | -                                                                  | QDPR              | АР               | 261630              |
| Недостаточность птерин-4-альфа-карбиноламиндегидратазы     | Примаптеринурия                                                    | PCBD1             | АР               | 264070              |